# Serie A1 2000-2001 (hockey su pista)
La Serie A1 2000-2001 è stata la 78ª edizione (la 52ª a girone unico) del torneo di primo livello del campionato italiano di hockey su pista. La competizione ha avuto inizio il 7 ottobre 2000 e si è conclusa il 7 giugno 2001.
Lo scudetto è stato conquistato dal Novara per la trentunesima volta nella sua storia.

## Stagione

### Novità
Nel 2000-2001 la serie A1 vide ai nastri di partenza dodici club. Al torneo parteciparono i campioni d'Italia in carica del Novara, l'Amatori Reggio Emilia, l'Amatori Vercelli, il Bassano 54, il Modena, il Prato Primavera, il Roller Salerno, la Scandianese e il Trissino. Dalla serie A2 furono promossi il Breganze e il Forte dei Marmi, che erano retrocessi durante la stagione 1998-1999, e la Rotellistica 93 all'esordio assoluto in Serie A1.

### Formula
Per la stagione 2000-2001 il campionato si svolse tra 12 squadre che si affrontarono in un girone unico, con partite di andata e ritorno. Al termine della stagione regolare le squadre classificate dal 1º posto al 4º posto disputarono i play-off scudetto. Le squadre classificate dal 10º al 12º retrocedettero direttamente in serie A2.

### Avvenimenti
La stagione regolare del torneo iniziò il 7 ottobre 2000 e terminò il 5 maggio 2001. Il torneo fu dominato dai piemontesi del Novara capaci di vincere ventuno gare su ventidue della prima fase del campionato terminando così al primo posto della classifica seguito dal Prato Primavera, dal Bassano 54 e dal Modena; queste quattro squadre centrarono la qualificazione ai play-off scudetto. Retrocedettero in serie A2 la Rotellistica 93, la Scandianese e l'Amatori Vercelli che stava attraversando una grave crisi societaria.

Le semifinali videro rispettare i pronostici della vigilia con il Novara che vinse la serie sul Modena per 2 a 0; più complicata la serie tra il Prato Primavera e il Bassano 54 con i toscani vittoriosi per 2 a 1.

La finalissima per il titolo vide ripresentarsi la sfida tra il Novara e il Prato Primavera. La prima gara fu giocata a Prato e vide la squadra di casa vincere di misura per 2 a 1; le successive due gare furono disputate al Palasport Dal Lago di Novara e videro gli azzurri di casa vincere entrambe le gare laureandosi per la trentunesima volta, la quinta consecutiva, campione d'Italia.

## Squadre partecipanti
| Club                  | Stagione | Città                   | Impianto              | Stagione precedente                                             |
| --------------------- | -------- | ----------------------- | --------------------- | --------------------------------------------------------------- |
| Amatori Reggio Emilia | dettagli | Reggio nell'Emilia      | PalaBigi              | 8º in Serie A1, eliminato ai quarti di finale play-off scudetto |
| Amatori Vercelli      | dettagli | Vercelli                | PalaPregnolato        | 7º in Serie A1, eliminato ai quarti di finale play-off scudetto |
| Bassano 54            | dettagli | Bassano del Grappa (VI) | PalaSind              | 3º in Serie A1, eliminato in semifinali play-off scudetto       |
| Breganze              | dettagli | Breganze (VI)           | PalaFerrarin          | 1º in Serie A2, promosso                                        |
| Forte dei Marmi       | dettagli | Forte dei Marmi (LU)    | PalaForte             | 2º in Serie A2, promosso                                        |
| Modena                | dettagli | Modena                  | PalaMolza             | 6º in Serie A1, eliminato ai quarti di finale play-off scudetto |
| Novara                | dettagli | Novara                  | Palasport Dal Lago    | 1º in Serie A1, vincitore play-off scudetto, campione d'Italia  |
| Prato Primavera       | dettagli | Prato                   | PalaRogai             | 2º in Serie A1, finalista play-off scudetto                     |
| Roller Salerno        | dettagli | Salerno                 | PalaTulimieri         | 9º in Serie A1                                                  |
| Scandianese           | dettagli | Scandiano (RE)          | PalaRegnani           | 5º in Serie A1, eliminato in semifinali play-off scudetto       |
| Rotellistica 93       | dettagli | Novara                  | Palasport Dal Lago    | 3º in Serie A2, promosso                                        |
| Trissino              | dettagli | Trissino (VI)           | Palasport di Trissino | 4º in Serie A1, eliminato ai quarti di finale play-off scudetto |

### Allenatori e primatisti
| Squadra               | Allenatore       | Cannoniere (Miglior marcatore nella stagione regolare) |
| --------------------- | ---------------- | ------------------------------------------------------ |
| Amatori Reggio Emilia |                  | Antonio Cirilli (15 reti)                              |
| Amatori Vercelli      |                  | Leonardo Squeo (13 reti)                               |
| Bassano 54            |                  | Francesco Amato (44 reti)                              |
| Breganze              |                  | Enrico Giaretta (28 reti)                              |
| Forte dei Marmi       |                  | Roberto Crudeli (36 reti)                              |
| Modena                |                  | Massimiliano Salinas (24 reti)                         |
| Novara                | Livio Parasuco   | Alessandro Michielon (70 reti)                         |
| Prato Primavera       | Massimo Mariotti | Massimo Tataranni (31 reti)                            |
| Roller Salerno        |                  | Valerio Antezza (36 reti)                              |
| Scandianese           |                  | Daniele Uva (33 reti)                                  |
| Rotellistica 93       |                  | Alessandro Cerutti (14 reti)                           |
| Trissino              | Fabio Chiarello  | Eddy Randon (30 reti)                                  |

## Stagione regolare

### Classifica finale
|  | Pos. | Squadra               | Pt | G  | V  | N | P  | GF  | GS  | DR   |
|  | ---- | --------------------- | -- | -- | -- | - | -- | --- | --- | ---- |
|  | 1.   | Novara                | 64 | 22 | 21 | 1 | 0  | 193 | 52  | +141 |
|  | 2.   | Prato Primavera       | 56 | 22 | 18 | 2 | 2  | 94  | 60  | +34  |
|  | 3.   | Bassano 54            | 54 | 22 | 18 | 0 | 4  | 143 | 74  | +69  |
|  | 4.   | Modena                | 37 | 22 | 10 | 7 | 5  | 73  | 68  | +5   |
|  | 5.   | Roller Salerno        | 33 | 22 | 10 | 3 | 9  | 86  | 80  | +6   |
|  | 6.   | Forte dei Marmi       | 26 | 22 | 7  | 5 | 10 | 67  | 80  | -13  |
|  | 7.   | Trissino              | 26 | 22 | 8  | 2 | 12 | 76  | 99  | -23  |
|  | 8.   | Breganze              | 20 | 22 | 5  | 5 | 12 | 78  | 109 | -31  |
|  | 9.   | Amatori Reggio Emilia | 17 | 22 | 5  | 2 | 15 | 62  | 101 | -39  |
|  | 10.  | Rotellistica 93       | 17 | 22 | 5  | 2 | 15 | 63  | 129 | -66  |
|  | 11.  | Scandianese           | 15 | 22 | 4  | 3 | 15 | 73  | 98  | -25  |
|  | 12.  | Amatori Vercelli      | 13 | 22 | 3  | 4 | 15 | 61  | 119 | -58  |

Legenda:
  Partecipa ai play-off scudetto.
  Vincitore della Coppa Italia 2000-2001.
  Vincitore della Coppa di Lega 2000-2001.
      Campione d'Italia e ammessa alla CERH Champions League 2001-2002.
      Ammesse alla CERH Champions League 2001-2002.
      Ammesse alla Coppa CERS 2001-2002.
      Retrocesse in Serie A2 2001-2002.
Note:
Tre punti a vittoria, uno a pareggio, zero a sconfitta.
In caso di arrivo di due o più squadre a pari punti, la graduatoria finale verrà stilata secondo la classifica avulsa tra le squadre interessate che prevede, in ordine, i seguenti criteri:
- Punti negli scontri diretti
- Differenza reti negli scontri diretti
- Differenza reti generale
- Reti realizzate in generale
- Sorteggio

Il Forte dei Marmi prevale sul Trissino in virtù della migliore differenza reti.
L'Amatori Reggio Emilia prevale sulla Rotellistica 93 in virtù della migliore differenza reti.

### Risultati
| Andata (1ª) | Andata (1ª) | Prima giornata                       | Ritorno (12ª) | Ritorno (12ª) |
|             |             |                                      |               |               |
| 7 ott.      | 8-1         | Novara-Forte dei Marmi               | 9-2           | 13 gen.       |
| 7 ott.      | 5-5         | Primavera Prato-Breganze             | 5-3           | 13 gen.       |
| 7 ott.      | 7-2         | Roller Salerno-Amatori Reggio Emilia | 4-3           | 13 gen.       |
| 7 ott.      | 9-3         | Bassano 54-Rotellistica 93           | 18-3          | 13 gen.       |
| 7 ott.      | 4-4         | Amatori Vercelli-Trissino            | 0-7           | 13 gen.       |
| 7 ott.      | 2-3         | Rot.Scandianese-Modena               | 4-4           | 13 gen.       |

| Andata (2ª) | Andata (2ª) | Seconda giornata                 | Ritorno (13ª) | Ritorno (13ª) |
|             |             |                                  |               |               |
| 13 ott.     | 1-2         | Forte dei Marmi-Primavera Prato  | 1-3           | 27 gen.       |
| 14 ott.     | 3-8         | Breganze-Novara                  | 5-20          | 27 gen.       |
| 14 ott.     | 1-3         | Amatori Reggio Emilia-Bassano 54 | 2-10          | 27 gen.       |
| 14 ott.     | 0-1         | Rotellistica 93-Roller Salerno   | 1-7           | 27 gen.       |
| 14 ott.     | 4-3         | Trissino-Rot.Scandianese         | 8-7           | 27 gen.       |
| 14 ott.     | 5-2         | Modena-Amatori Vercelli          | 3-3           | 27 gen.       |

| Andata (3ª) | Andata (3ª) | Terza giornata                  | Ritorno (14ª) | Ritorno (14ª) |
|             |             |                                 |               |               |
| 21 ott.     | 10-2        | Novara-Amatori Reggio Emilia    | 13-3          | 10 feb.       |
| 21 ott.     | 5-3         | Primavera Prato-Trissino        | 8-3           | 10 feb.       |
| 21 ott.     | 5-1         | Roller Salerno-Forte dei Marmi  | 2-5           | 10 feb.       |
| 21 ott.     | 4-7         | Bassano 54-Modena               | 2-0           | 10 feb.       |
| 21 ott.     | 3-6         | Amatori Vercelli-Breganze       | 3-5           | 10 feb.       |
| 21 ott.     | 8-2         | Rot.Scandianese-Rotellistica 93 | 5-1           | 10 feb.       |

| Andata (4ª) | Andata (4ª) | Quarta giornata                        | Ritorno (15ª) | Ritorno (15ª) |
|             |             |                                        |               |               |
| 24 ott.     | 2-3         | Forte dei Marmi-Bassano 54             | 4-6           | 24 feb.       |
| 28 ott.     | 3-3         | Breganze-Rot.Scandianese               | 3-4           | 24 feb.       |
| 28 ott.     | 3-1         | Amatori Reggio Emilia-Amatori Vercelli | 4-2           | 24 feb.       |
| 28 ott.     | 2-17        | Rotellistica 93-Novara                 | 2-11          | 24 feb.       |
| 28 ott.     | 3-2         | Trissino-Roller Salerno                | 1-4           | 24 feb.       |
| 28 ott.     | 2-3         | Modena-Primavera Prato                 | 1-2           | 24 feb.       |

| Andata (5ª) | Andata (5ª) | Quinta giornata                       | Ritorno (16ª) | Ritorno (16ª) |
|             |             |                                       |               |               |
| 1° nov.     | 5-2         | Novara-Trissino                       | 10-1          | 6 mar.        |
| 1° nov.     | 7-3         | Primavera Prato-Rotellistica 93       | 5-3           | 6 mar.        |
| 1° nov.     | 4-4         | Roller Salerno-Modena                 | 2-2           | 3 mar.        |
| 1° nov.     | 5-2         | Bassano 54-Breganze                   | 7-3           | 3 mar.        |
| 1° nov.     | 2-1         | Amatori Vercelli-Forte dei Marmi      | 3-9           | 3 mar.        |
| 1° nov.     | 2-3         | Rot.Scandianese-Amatori Reggio Emilia | 2-6           | 3 mar.        |

| Andata (6ª) | Andata (6ª) | Sesta giornata                        | Ritorno (17ª) | Ritorno (17ª) |
|             |             |                                       |               |               |
| 4 nov.      | 2-3         | Breganze-Roller Salerno               | 6-8           | 17 mar.       |
| 4 nov.      | 3-4         | Amatori Reggio Emilia-Primavera Prato | 1-3           | 17 mar.       |
| 4 nov.      | 6-3         | Rotellistica 93-Amatori Vercelli      | 2-3           | 17 mar.       |
| 4 nov.      | 2-8         | Trissino-Bassano 54                   | 1-4           | 17 mar.       |
| 4 nov.      | 1-7         | Modena-Novara                         | 1-6           | 17 mar.       |
| 7 nov.      | 4-3         | Forte dei Marmi-Rot.Scandianese       | 3-2           | 17 mar.       |

| Andata (7ª) | Andata (7ª) | Settima giornata                      | Ritorno (18ª) | Ritorno (18ª) |
|             |             |                                       |               |               |
| 11 nov.     | 7-2         | Novara-Primavera Prato                | 3-3           | 31 mar.       |
| 11 nov.     | 4-4         | Forte dei Marmi-Breganze              | 2-1           | 31 mar.       |
| 11 nov.     | 2-4         | Roller Salerno-Bassano 54             | 3-6           | 31 mar.       |
| 11 nov.     | 3-2         | Amatori Reggio Emilia-Rotellistica 93 | 4-3           | 31 mar.       |
| 11 nov.     | 3-3         | Amatori Vercelli-Rot.Scandianese      | 3-4           | 31 mar.       |
| 11 nov.     | 1-2         | Trissino-Modena                       | 4-6           | 31 mar.       |

| Andata (8ª) | Andata (8ª) | Ottava giornata                | Ritorno (19ª) | Ritorno (19ª) |
|             |             |                                |               |               |
| 18 nov.     | 7-3         | Primavera Prato-Roller Salerno | 5-2           | 7 apr.        |
| 18 nov.     | 6-5         | Breganze-Amatori Reggio Emilia | 2-2           | 7 apr.        |
| 18 nov.     | 3-2         | Rotellistica 93-Trissino       | 8-5           | 7 apr.        |
| 18 nov.     | 11-1        | Bassano 54-Amatori Vercelli    | 11-5          | 7 apr.        |
| 21 nov.     | 4-10        | Rot.Scandianese-Novara         | 1-7           | 7 apr.        |
| 21 nov.     | 3-3         | Modena-Forte dei Marmi         | 3-3           | 7 apr.        |

| Andata (9ª) | Andata (9ª) | Nona giornata                         | Ritorno (20ª) | Ritorno (20ª) |
|             |             |                                       |               |               |
| 25 nov.     | 1-5         | Roller Salerno-Novara                 | 3-8           | 1 mag.        |
| 25 nov.     | 2-2         | Forte dei Marmi-Amatori Reggio Emilia | 4-3           | 14 apr.       |
| 25 nov.     | 9-4         | Bassano 54-Rot.Scandianese            | 6-4           | 14 apr.       |
| 25 nov.     | 2-2         | Rotellistica 93-Modena                | 2-6           | 14 apr.       |
| 25 nov.     | 2-4         | Amatori Vercelli-Primavera Prato      | 2-5           | 25 apr.       |
| 25 nov.     | 3-3         | Trissino-Breganze                     | 3-2           | 14 apr.       |

| Andata (10ª) | Andata (10ª) | Decima giornata                 | Ritorno (21ª) | Ritorno (21ª) |
|              |              |                                 |               |               |
| 2 dic.       | 6-6          | Forte dei Marmi-Rotellistica 93 | 2-3           | 21 apr.       |
| 2 dic.       | 9-3          | Roller Salerno-Amatori Vercelli | 6-6           | 21 apr.       |
| 7 dic.       | 10-5         | Novara-Bassano 54               | 6-3           | 21 apr.       |
| 7 dic.       | 2-0          | Primavera Prato-Rot.Scandianese | 5-3           | 21 apr.       |
| 13 dic.      | 4-5          | Breganze-Modena                 | 4-6           | 21 apr.       |
| 13 dic.      | 2-5          | Amatori Reggio Emilia-Trissino  | 6-7           | 21 apr.       |

| \| Andata (11ª) \| Andata (11ª) \| Undicesima giornata \| Ritorno (22ª) \| Ritorno (22ª) \| \| \| \| \| \| \| \| 13 dic. \| 0-7 \| Amatori Vercelli-Novara \| 5-6 \| 5 mag. \| \| 15 dic. \| 5-3 \| Rotellistica 93-Breganze \| 1-2 \| 5 mag. \| \| 19 dic. \| 4-1 \| Rot.Scandianese-Roller Salerno \| 2-7 \| 5 mag. \| \| 20 dic. \| 6-1 \| Bassano 54-Primavera Prato \| 3-8 \| 5 mag. \| \| 23 dic. \| 4-2 \| Modena-Amatori Reggio Emilia \| 3-2 \| 5 mag. \| \| 9 gen. \| 2-1 \| Trissino-Forte dei Marmi \| 5-6 \| 5 mag. \| |              |                                |               |               |
| Andata (11ª) | Andata (11ª) | Undicesima giornata            | Ritorno (22ª) | Ritorno (22ª) |
| |              |                                |               |               |
| 13 dic. | 0-7          | Amatori Vercelli-Novara        | 5-6           | 5 mag.        |
| 15 dic. | 5-3          | Rotellistica 93-Breganze       | 1-2           | 5 mag.        |
| 19 dic. | 4-1          | Rot.Scandianese-Roller Salerno | 2-7           | 5 mag.        |
| 20 dic. | 6-1          | Bassano 54-Primavera Prato     | 3-8           | 5 mag.        |
| 23 dic. | 4-2          | Modena-Amatori Reggio Emilia   | 3-2           | 5 mag.        |
| 9 gen. | 2-1          | Trissino-Forte dei Marmi       | 5-6           | 5 mag.        |

## Play-off scudetto

### Tabellone
|  | Semifinali | Semifinali      | Semifinali | Semifinali | Semifinali |  |  | Finale | Finale          | Finale | Finale | Finale |  |
|  |            |                 |            |            |            |  |  |        |                 |        |        |        |  |
|  | 1          | Novara          | Novara     | 7          | 2          |  |  |        |                 |        |        |        |  |
|  | 4          | Modena          | Modena     | 0          | 1          |  |  | 1      | Novara          | 1      | 6      | 3(1)   |  |
|  | 2          | Primavera Prato | 1          | 6          | 5          |  |  | 2      | Primavera Prato | 2      | 1      | 3(0)   |  |
|  | 3          | Bassano 54      | 2          | 5          | 2          |  |  |        |                 |        |        |        |  |

### Semifinali
(1) Novara vs. (4) Modena
| Arbitro: | Rotelli (Lucca) |

|                                                                      |           |  |
| Rigo 1'16" ?'??" Orlandi ?'??" Monteforte ?'??" Ale. Michielon ?'??" | Marcatori |  |

| Arbitro: | Piccinini (Bari) |

|               |           |                       |
| Maugeri 2'00" | Marcatori | 8'00" 10'00" Orldandi |

(2) Primavera Prato vs. (3) Bassano 1954
| Arbitro: | Fedon (Gorizia) |

|   |           |                   |
| ? | Marcatori | ?'??" ?'??" Amato |

| Arbitro: | Barbarisi (Grosseto) |

|   |           |   |
| ? | Marcatori | ? |

| Arbitro: | Fanesi (Lucca) |

|   |           |   |
| ? | Marcatori | ? |

### Finale
(1) Novara vs. (2) Primavera Prato
| Arbitro: | Fedon (Gorizia) |

|                                |           |             |
| Tataranni 7'36" Gonella 25'00" | Marcatori | 43'07" Rigo |

| Arbitro: | Fermi (Piacenza) |

|                                                                             |           |                 |
| Alb. Michielon ?'??" Ale. Michielon ?'??" Monteforte ?'??" Piscitelli ?'??" | Marcatori | ?'??" Tataranni |

| Arbitro: | Fermi (Piacenza) |

|                                                |                      |                               |
| Piscitelli 8'02" Monteforte 17'37" Rigo 22'57" | Marcatori            | 5'05" 14'12" 48'16" Tataranni |
| Piscitelli                                     | Tiri di rigore 1 – 0 |                               |

## Verdetti
| Verdetto                        | Club                                         |
| ------------------------------- | -------------------------------------------- |
| Campione d'Italia 2000-2001     | Novara (31º titolo)                          |
| CERH Champions League 2001-2002 | Novara Primavera Prato Bassano 54            |
| Coppa CERS 2001-2002            | Modena Roller Salerno Forte dei Marmi        |
| Retrocesse in Serie A2          | Rotellistica 93 Scandianese Amatori Vercelli |

### Squadra campione

#### Giocatori
| N° | Naz.              | Ruolo | Sportivo             |  |  |  |
| -- | ----------------- | ----- | -------------------- |  |  |  |
|    | Italia (bandiera) | P     | Massimo Cunegatti    |  |  |  |
|    | Italia (bandiera) | E     | Alberto Michielon    |  |  |  |
|    | Italia (bandiera) | E     | Alessandro Michielon |  |  |  |
|    | Italia (bandiera) | E     | Enea Monteforte      |  |  |  |
|    | Italia (bandiera) | E     | Alberto Orlandi      |  |  |  |
|    | Italia (bandiera) | P     | Andrea Ortogni       |  |  |  |
|    | Italia (bandiera) | E     | Antonio Piscitelli   |  |  |  |
|    | Italia (bandiera) | E     | Dario Rigo           |  |  |  |

#### Staff
- Allenatore:  Livio Parasuco

## Statistiche del torneo

### Capoliste solitarie
|    | —— | —— | ——     | —— | —— | —— | —— | —— | ——  | ——  | ——  | ——  | ——  | ——  | ——  | ——  | ——  | ——  | ——  | ——  | ——  | —— |  |
|    |    |    | Novara |    |    |    |    |    |     |     |     |     |     |     |     |     |     |     |     |     |     |    |  |
|    |    |    |        |    |    |    |    |    |     |     |     |     |     |     |     |     |     |     |     |     |     |    |  |
|    |    |    |        |    |    |    |    |    |     |     |     |     |     |     |     |     |     |     |     |     |     |    |  |
| 1ª | 2ª | 3ª | 4ª     | 5ª | 6ª | 7ª | 8ª | 9ª | 10ª | 11ª | 12ª | 13ª | 14ª | 15ª | 16ª | 17ª | 18ª | 19ª | 20ª | 21ª | 22ª |    |  |

### Classifica in divenire
|                       | 1ª | 2ª | 3ª | 4ª | 5ª | 6ª | 7ª | 8ª | 9ª | 10ª | 11ª | 12ª | 13ª | 14ª | 15ª | 16ª | 17ª | 18ª | 19ª | 20ª | 21ª | 22ª |
| --------------------- | -- | -- | -- | -- | -- | -- | -- | -- | -- | --- | --- | --- | --- | --- | --- | --- | --- | --- | --- | --- | --- | --- |
| Amatori Reggio Emilia | 0  | 0  | 0  | 3  | 6  | 6  | 9  | 9  | 10 | 10  | 10  | 10  | 10  | 10  | 13  | 16  | 16  | 16  | 17  | 17  | 17  | 17  |
| Amatori Vercelli      | 1  | 1  | 1  | 1  | 4  | 4  | 5  | 5  | 5  | 5   | 5   | 5   | 6   | 6   | 6   | 6   | 9   | 12  | 12  | 12  | 13  | 13  |
| Bassano 54            | 3  | 6  | 6  | 9  | 12 | 15 | 18 | 21 | 24 | 24  | 27  | 30  | 33  | 36  | 39  | 42  | 45  | 48  | 51  | 54  | 54  | 54  |
| Breganze              | 1  | 1  | 4  | 5  | 5  | 5  | 6  | 9  | 10 | 10  | 10  | 10  | 10  | 13  | 13  | 13  | 13  | 16  | 17  | 17  | 17  | 20  |
| Forte dei Marmi       | 0  | 0  | 0  | 0  | 0  | 3  | 4  | 5  | 6  | 7   | 7   | 7   | 7   | 10  | 10  | 13  | 16  | 19  | 20  | 23  | 23  | 26  |
| Modena                | 3  | 6  | 9  | 9  | 10 | 10 | 13 | 14 | 15 | 18  | 21  | 22  | 23  | 23  | 23  | 24  | 24  | 27  | 28  | 31  | 34  | 37  |
| Novara                | 3  | 6  | 9  | 12 | 15 | 18 | 21 | 24 | 27 | 30  | 33  | 36  | 39  | 42  | 45  | 48  | 51  | 52  | 55  | 58  | 61  | 64  |
| Primavera Prato       | 1  | 4  | 7  | 10 | 13 | 16 | 16 | 19 | 22 | 25  | 25  | 28  | 31  | 34  | 37  | 40  | 43  | 44  | 47  | 50  | 53  | 56  |
| Roller Salerno        | 3  | 6  | 9  | 9  | 10 | 13 | 13 | 13 | 13 | 16  | 16  | 19  | 22  | 22  | 25  | 26  | 29  | 29  | 29  | 29  | 30  | 33  |
| Scandianese           | 0  | 0  | 3  | 4  | 4  | 4  | 5  | 5  | 5  | 5   | 8   | 9   | 9   | 12  | 15  | 15  | 15  | 15  | 15  | 15  | 15  | 15  |
| Rotellistica 93       | 0  | 0  | 0  | 0  | 0  | 3  | 3  | 6  | 7  | 8   | 11  | 11  | 11  | 11  | 11  | 11  | 11  | 11  | 14  | 14  | 17  | 17  |
| Trissino              | 1  | 4  | 4  | 7  | 7  | 7  | 7  | 7  | 8  | 11  | 14  | 17  | 20  | 20  | 20  | 20  | 20  | 20  | 20  | 23  | 26  | 26  |

### Record squadre
- Maggior numero di vittorie: Novara (21)
- Minor numero di vittorie: Amatori Vercelli (3)
- Maggior numero di pareggi: Modena (7)
- Minor numero di pareggi: Bassano 54 (0)
- Maggior numero di sconfitte: Amatori Reggio Emilia, Rotellistica 93, Scandianese e Amatori Vercelli (15)
- Minor numero di sconfitte: Novara (0)
- Miglior attacco: Novara (193 reti realizzate)
- Peggior attacco: Amatori Vercelli (61 reti realizzate)
- Miglior difesa: Novara} (52 reti subite)
- Peggior difesa: Rotellistica 93 (129 reti subite)
- Miglior differenza reti: Novara (+141)
- Peggior differenza reti: Rotellistica 93 (-66)

### Classifica Marcatori
Nella presente tabella sono riportate le prime dieci posizioni della classifica marcatori.
| Gol |  |  | Giocatore            | Squadra         |
| --- |  |  | -------------------- | --------------- |
| 70  |  |  | Alessandro Michielon | Novara          |
| 44  |  |  | Francesco Amato      | Bassano 54      |
| 36  |  |  | Valerio Antezza      | Roller Salerno  |
| 34  |  |  | Alan Karam           | Bassano 54      |
| 33  |  |  | Daniele Uva          | Scandianese     |
| 31  |  |  | Massimo Tataranni    | Primavera Prato |
| 31  |  |  | Alberto Orlandi      | Novara          |
| 30  |  |  | Eddy Randon          | Trissino        |
| 29  |  |  | Dario Rigo           | Novara          |
| 28  |  |  | Enrico Giaretta      | Breganze        |